# 壽 (台東區)
壽（日语：／ Kotobuki */?）是東京都台東區的地名。現行行政地名為壽一丁目至壽四丁目。郵遞區號為111-0042。2020年12月1日為止的人口有6,384人。

## 地理
位在淺草、雷門以南，藏前以北的位置，屬淺草地域。是鄰近淺草的安靜住宅街，也有辦公室與古老商店。北至淺草通，接西淺草、雷門。東鄰駒形。南至春日通，接藏前。西至新堀通，接元淺草。南北向的國際通通過町內。

## 歷史
大約是舊淺草區的淺草壽町、淺草田原町、淺草黑船町、淺草新福富町、淺草森下町、淺草駒形町、淺草三間町、淺草高原町、淺草榮久町的範圍。
明治3年（1870年），當時的石濱町、真砂町、黑澤町、福川町合併成立「淺草壽町」，不設丁目。昭和9年（1934年）新福富町與高原町等併入，分一丁目至三丁目。昭和39年（1964年）10月1日實施住居表示制度，近隣的菊屋橋一～二丁目併入元淺草與壽，重新編為壽一丁目至壽四丁目。

### 主要地名變遷
| 江戶時代的地名/年代  | 明治2年      | 明治3年      | 昭和9年    | 昭和11年     | 昭和39年以後（現在） |
| -------------------- | ------------ | ------------ | ---------- | ------------ | -------------------- |
| 桃林寺門前           | 淺草森下町   | →            | 壽町二丁目 | →            | 壽一丁目             |
| 金藏寺門前           | 淺草森下町   | →            | 壽町二丁目 | →            | 壽一丁目             |
| 淨土龍寶寺門前       | 淺草榮久町   | →            | →          | 菊屋橋一丁目 | 壽一丁目             |
| 山本屋敷             | 淺草榮久町   | →            | →          | 菊屋橋二丁目 | 壽二丁目             |
| 金六屋敷（田中屋敷） | 淺草榮久町   | →            | →          | 菊屋橋二丁目 | 壽二丁目             |
| 實相寺門前           | 淺草榮久町   | →            | →          | 菊屋橋二丁目 | 壽二丁目             |
| 常福寺門前           | 淺草榮久町   | →            | →          | 菊屋橋二丁目 | 壽二丁目             |
| 金龍寺門前           | 淺草高原町   | →            | 壽町三丁目 | →            | 壽二丁目             |
| 高原屋敷             | 淺草高原町   | →            | 壽町三丁目 | →            | 壽二丁目             |
| 本法寺門前           | 淺草高原町   | →            | 壽町三丁目 | →            | 壽二丁目             |
| 真砂町               | →            | 淺草壽町     | 壽町三丁目 | →            | 壽二丁目             |
| 元鳥越町新地         | 淺草新福富町 | →            | 壽町一丁目 | →            | 壽三丁目             |
| 新旅籠町代地         | 淺草新福富町 | →            | 壽町一丁目 | →            | 壽三丁目             |
| 天王町上地           | 淺草新福富町 | →            | 壽町一丁目 | →            | 壽三丁目             |
| 黑船町代地           | 淺草黑澤町   | 淺草壽町     | 壽町二丁目 | →            | 壽四丁目             |
| 三好町代地           | 淺草黑澤町   | 淺草壽町     | 壽町二丁目 | →            | 壽四丁目             |
| 御掃除屋敷           | 淺草石濱町   | 淺草壽町     | 壽町二丁目 | →            | 壽四丁目             |
| 福川町               | →            | 淺草壽町     | 壽町三丁目 | →            | 壽四丁目             |
| 吹上御庭方拜領屋敷   | 與稻川町合併 | 編入淺草壽町 | 壽町三丁目 | →            | 壽四丁目             |
| 三島西藏院門前       | 與真砂町合併 | 淺草壽町     | 壽町三丁目 | →            | 壽四丁目             |

### 地名由來
成立時選擇嘉語「壽」作為町名。

## 交通
鐵路
- 都營地下鐵大江戶線○藏前站
- 東京地下鐵銀座線○田原町站 - 設有出入口。（所在地：西淺草）

都營巴士 淺草壽町巴士站
國際通、壽4丁目交差點北側
- 北行

上23 平井站前
草39 金町站前
草41 足立梅田町
- 南行

草41 淺草壽町（終點）
草43 淺草雷門
草63 淺草壽町（終點）
淺草通、壽4丁目交差點西側
- 東行

上46 南千住站東口、南千住車庫
- 西行

上23 上野松坂屋前（上野廣小路）
上46 上野松坂屋前（上野廣小路）
草39 上野松坂屋前（上野廣小路）※僅平日白天
淺草通、壽4丁目交差點東側
- 西行

草24 東大島站前（起終點）
道路
- 東京都道462藏前三之輪線（國際通）

## 設施
- 台東區立壽區民會館
- 金龍寺 - 臨濟宗。寛永12年（1635年）從八丁堀移至此地。
- 金藏寺 - 天台宗。慶長16年（1611年）創建於八丁堀，後移至此地。
- 本法寺 - 日蓮宗。天正19年（1591年）創建。
- 玉宗寺 - 曹洞宗。慶長16年創建於八丁堀，寛永12年移至此地。
- 常福寺 - 天台宗。原在辰之口，多次遷移後來到此地。
- 眞敬寺 - 真宗大谷派。
- 桃林寺 - 臨濟宗。寛永12年從八丁堀移至此地。
- 西岩部屋

## 備註
1. ↑  住民基本台帳による町丁名別世帯人口数 平成２５年８月１日現在[永久]

## 外部連結
- 台東區官方網站